# 阿尔维苏
阿尔维苏（西班牙語：Arbizu）是西班牙纳瓦拉的一个市镇。总面积14平方公里，总人口947人（2001年），人口密度68人/平方公里。